# Psyvariar 2
Psyvariar 2: The Will to Fabricate är ett shoot 'em up som först släpptes till arkadmaskin och portades senare till Dreamcast, Playstation 2 och Xbox.